# Parti républicain, radical et radical-socialiste (fransk parti)
Det republikanske, radikale og radikal-socialistiske parti (fransk: Parti républicain, radical et radical-socialiste) var et fransk politisk parti, der eksisterede fra 1901 til 2017. Efter 1972 var partiet kendt som Parti radical valoisien (RAD eller PRV).
Den 9. december 2017 blev partiet fusioneret med Det radikale venstreparti (PRG).
Det nye parti fra 2017 hedder Den radikale, sociale og liberale Bevægelse (MR eller MRSL).
Gennem mange år var det radikale parti Frankrigs ældste (stadigt aktive) parti.